# Edgardo Madinabeytia
Edgardo Mario Madinabeytia Bassi (San Miguel, Buenos Aires, 28 de agosto de 1932 - Ciudad de Buenos Aires, 31 de marzo de 2002) fue un futbolista argentino que jugaba en la posición de guardameta. Era conocido como «el vasco» Madinabeytia o «la araña guacha».

## Biografía
Nació en San Miguel, provincia de Buenos Aires. Fue conocido como «el vasco» pues su familia paterna era de origen vasco y también como «la araña guacha». 
Jugaba de portero y su primer equipo fue el Club Atlético Huracán. Era un guardameta muy ágil, siempre bien colocado y con voz de mando en su defensa. 
En 1958 ficha por el Atlético de Madrid. Con este equipo debuta en la Primera división de la liga española de fútbol el 14 de marzo de 1959 en el partido Atlético 3-1 Celta. Con el Atlético consiguió una liga (65/66), tres subcampeonatos de liga (60/61, 62/63 y 64/65), tres Copas del Generalísimo (1960, 1961 y 1965) y un subcampeonato de Copa del Generalísimo (1964). Además ganó el primer título europeo de la historia del Atlético de Madrid, la Recopa de Europa (1962) y fue subcampeón (1963). Madinabeytia consiguió permanecer sin encajar un solo gol durante 793 minutos en la temporada 64-65.
Después de jugar 9 temporadas con el Atlético de Madrid ingresa en las filas del Real Murcia en 1967. Con el Murcia juega dos temporadas en Segunda división antes de retirarse de los terrenos de juego.
Disputó un total de 159 partidos en Primera división, 47 en Copa del Generalísimo y 30 en competiciones europeas (1 de Copa de Europa, 19 de Recopa y 10 de Copa de Ferias), lo que lo convierte en el cuarto portero con más partidos disputados en la historia del Atlético de Madrid.
Tuvo dos hijos, María Liliana y Edgardo.

## Clubes
| Club               | País      | Año       |
| ------------------ | --------- | --------- |
| Huracán            | Argentina | 1950-1958 |
| Atlético de Madrid | España    | 1958-1967 |
| Real Murcia        | España    | 1967-1969 |

## Títulos

### Campeonatos nacionales
- 1 Liga española (Atlético, temporada 65-66)
- 3 Copas de España (Atlético, 1960, 1961 y 1965)

### Copas internacionales
- 1 Recopa (Atlético, temporada 61-62)